# Distretto dei Monti Garo Settentrionali
Il distretto dei Monti Garo Settentrionali è un distretto dello stato del Meghalaya, in India. Il suo capoluogo è Resubelpara.
Il distretto è stato costituito nel 2012 separando parte del distretto dei Monti Garo Orientali